# Danh sách câu lạc bộ bóng đá ở Bonaire
Đây là danh sách các câu lạc bộ bóng đá ở Bonaire.
- Arriba Perú
- Atlétiko Flamingo (Nikiboko)
- Atlétiko Tera Corá
- Real Rincon
- SV Estrellas (Nort Saliña Kunuku Bieu)
- SV Juventus (Antriòl)
- SV Vespo (Rincon)
- SV Vitesse (Antriòl)

Bản mẫu:Bóng đá Bonaire